# Eminchiur
Eminchiur (ros. Эминхюр) – wieś w Rosji, w Dagestanie, w rejonie sulejman-stalskim. W 2010 liczyła 3821 mieszkańców, głównie Lezginów.